# Ruig leermos
Ruig leermos (Peltigera praetextata) is een korstmossoort uit de familie Peltigeraceae. De fotobiont is Nostoc.

## Determinatie

### Uiterlijke kenmerken
Ruig leermos is een bladvormig korstmos. Het thallus is bereikt een diameter van 15–25 cm. De lobben zijn 1,5–2 cm breed en 4–6 cm lang. De lobben hebben afgeronde uiteinden, de bovenzijde is licht gewelfd en de kleur is grijsachtig tot grijsbruin of grijs-olijfkleurig. Dit korstmos heeft bladvormige isidiën die met hun bruine kleur duidelijk af steken tegen het grijze thallus. De onderzijde is zwartachtig in het midden en lichter tot witachtig naar de randen toe, met platte aderen en rhizinen die eenvoudig en niet samenvloeiend zijn. Apotheciën worden vrij vaak gevormd aan de versmalde uiteinden van delen. Ze zijn rechtopstaand, bruin, rond, zadelvormig en hebben een diameter van 4–10 mm. Pycnidiën ontbreken.
Ruig leermos heeft geen kenmerkende kleurreacties.

### Microscopische kenmerken
De asci zijn 8-sporig. De ascosporen zijn opvallend langwerpig en 3-septaat, met afmetingen van 35–58 × 2,5–5 µm.

## Ecologie
Ruig leermos komt veel voor op schaduwrijke, vochtige plaatsen op rotte boomstronken en op bemoste grond.

### Syntaxonomie
In de syntaxonomie staat ruig leermos te boek als kensoort voor de touwtjesmos-associatie (Sciurohypno-Anomodontetum).

## Verspreiding
Ruig leermos is wijdverspreid: er zijn vondsten uit Europa, Noord-Amerika en Australië. In Nederland is ruig leermos zeer zeldzaam en staat op de Nederlandse Rode Lijst in de categorie 'bedreigd'. Hij komt epifytisch (ook epibryisch) voor in enkele essenhakhoutbossen in het kromme rijngebied.

## Fotogalerij

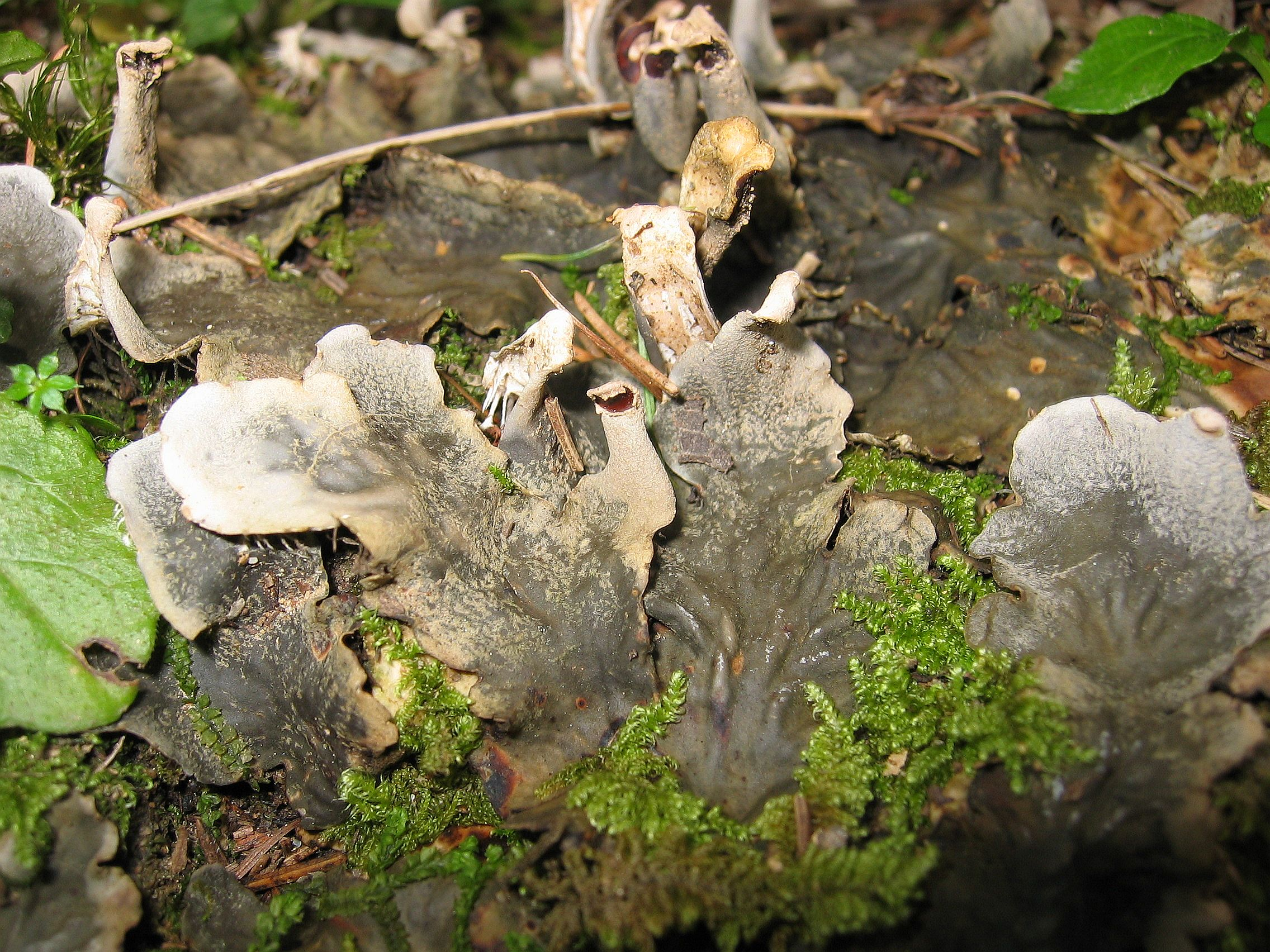
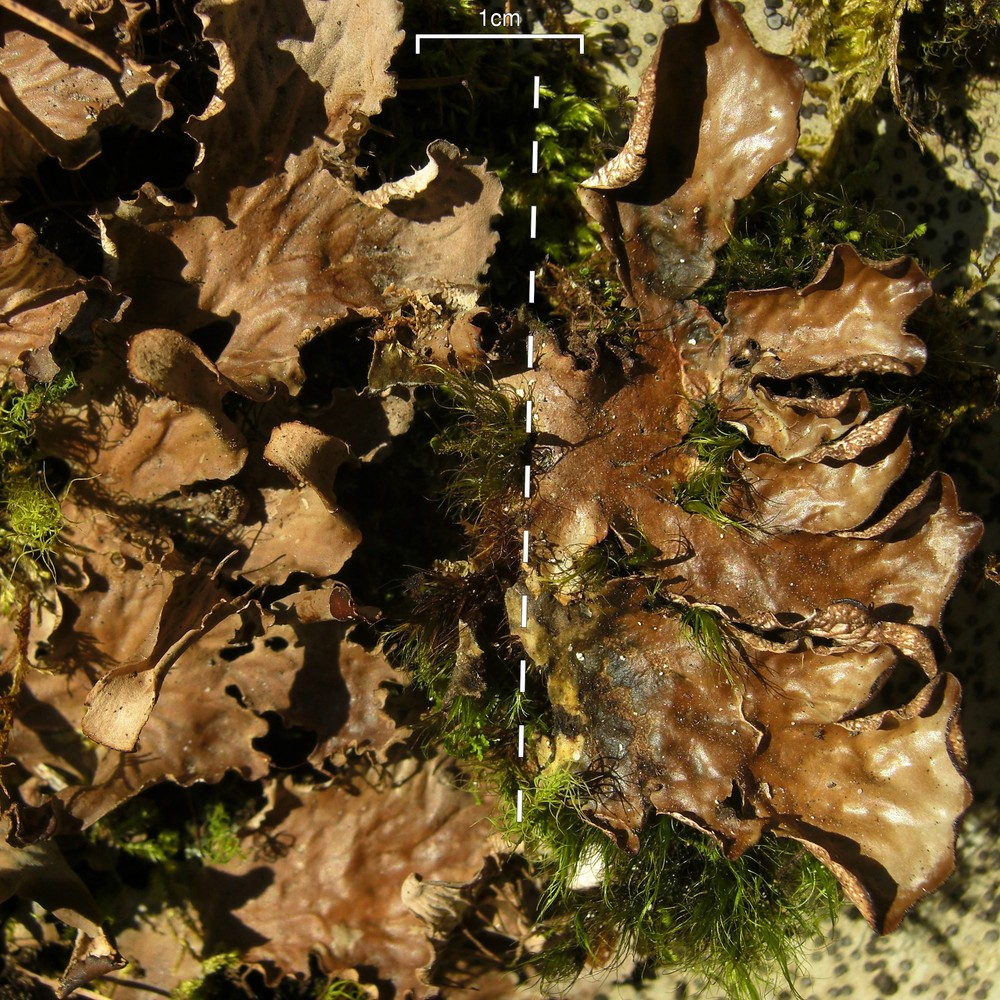
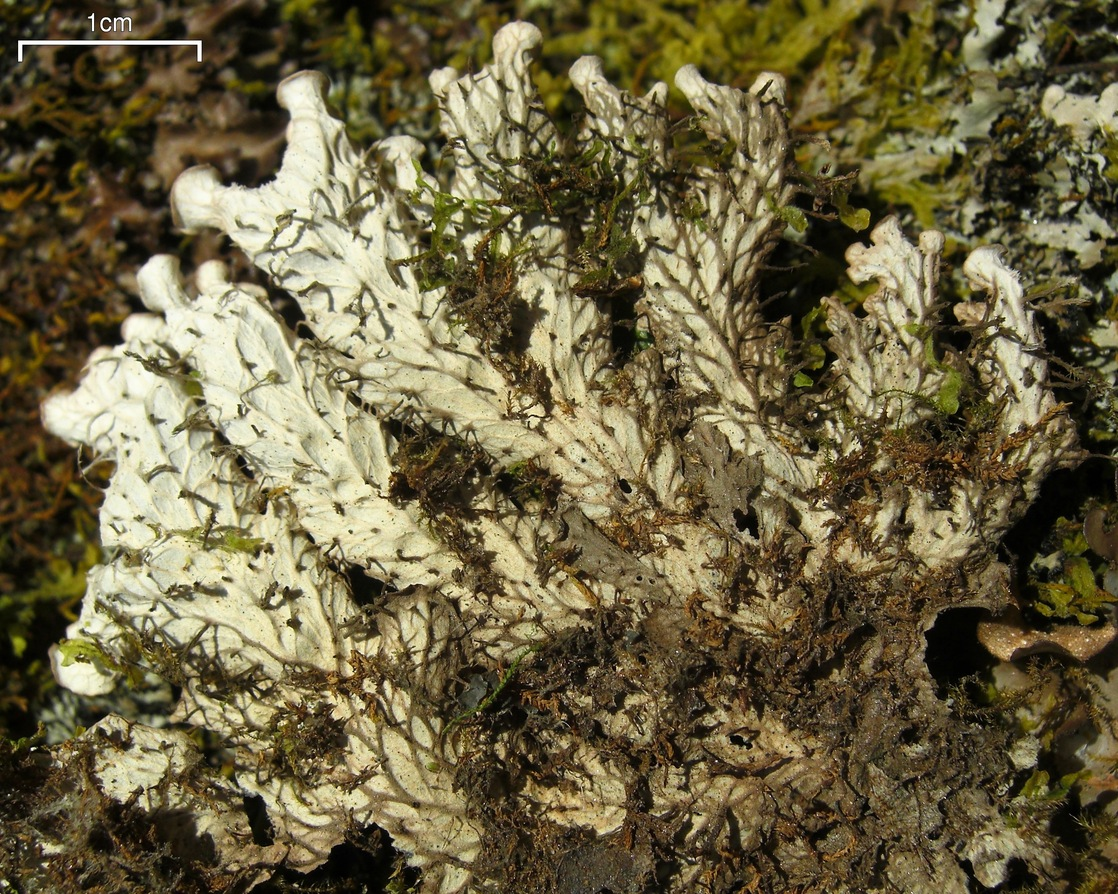